# مهندس بناء
مهندس البناء يعرف بانه خبيرًا في استخدام التكنولوجيا لتصميم وبناء وتقييم وصيانة البيئة المبنية. يهتم مهندسو المباني التجارية بالتخطيط والتصميم والبناء والتشغيل والتجديد وصيانة المباني، فضلاً عن تأثيرها على البيئة المحيطة.

## حسب البلد

### أستراليا
في أستراليا، قد يعمل مهندسو البناء، والمعروفون أيضًا باسم المهندسين المعماريين، في مشاريع بناء جديدة، أو تجديد الهياكل القائمة. تشمل مجالات الدراسة ما يلي:
- التاريخ المعماري وتصميم المباني
- تكييف الهواء والإضاءة وتوزيع الطاقة الكهربائية
- إمدادات المياه وتوزيعها
- أنظمة السلامة من الحرائق والحياة
- تصميم أنظمة البناء المستدامة
- هياكل البناء وتكنولوجيا تشييد المباني
- تخطيط البناء. [4]

باعتباره متخصصًا متعدد الجوانب في بيئة البناء، يمكن لمهندس البناء أن يوفر قيادة في تصميم وبناء البيئة المبنية، بالتعاون مع المهندسين المعماريين والمهندسين والبنائين وغيرهم من المتخصصين في التصميم.

### كندا
في كندا ، يتعين على مهندسي البناء اتباع برامج متعددت التخصصات يدمج المعرفة من مختلف التخصصات. يقوم مهندس البناء باستكشاف جميع مراحل دورة حياة المبنى ويقوم بتصور لتطوير المبنى باعتباره نظامًا تكنولوجيًا متقدمًا. يتم تحديد المشاكل وإيجاد الحلول المناسبة لتحسين أداء المبنى في مجالات مثل:
- كفاءة الطاقة ، والهندسة الشمسية السلبية ، والإضاءة والصوتيات؛
- جودة الهواء الداخلي ؛
- إدارة البناء
- أنظمة التدفئة والتهوية وتكييف الهواء والتحكم
- مواد البناء المتقدمة، غلاف البناء
- مقاومة الزلازل، وتأثيرات الرياح على المباني، والتصميم بمساعدة الحاسوب .

يمكن أن يكون مهندس البناء محترفًا مرخصًا، وفي بعض البلدان يكون مرادفًا للمهندس المعماري . مهندسو البناء مرخصون لأداء تصميم كامل للمبنى مع فرق من المهندسين المعماريين أو كممارسين في المجالات الإنشائية أو الميكانيكية أو الكهربائية لتصميم المباني.

### أوروبا
في إطار المجتمع الأوروبي ، ينتمي مهندسو البناء إلى AEEBC (رابطة الخبراء الأوروبيين في البناء والتشييد)، وهي واحدة من أكبر الهيئات الأوروبية للمحترفين في مجال البناء. قد تختلف ألقاب ومهام وواجبات مهندس البناء من دولة أوروبية إلى أخرى.

### هونج كونج
في هونغ كونغ، يمكن لمهندسي البناء أن يصبحوا أعضاء في مؤسسة هونغ كونغ للمهندسين (المسجلة تحت تخصص البناء). يمكنهم أيضًا التسجيل في مجلس تسجيل المهندسين بعد حصولهم على الترخيص ويصبحوا مهندسين محترفين مسجلين (بناء).

### نيجيريا
في نيجيريا ، يُعرف مهندس البناء ببساطة باسم البنّاء .[بحاجة لمصدر] البنّاء هو متخصص أكاديمي مدرب ومسجل قانونيًا محترف مسؤول عن إنتاج المباني وإدارتها وتشييدها وصيانتها لاستخدامها وحماية البشرية. يجب أن يكون البنّاء عضوًا في معهد البناء النيجيري (NIOB) ومجلس البناة المسجلين في نيجيريا (CORBON).
أهم الخدمات الاستشارية التي يقدمها مهندسو البناء مدرجة أدناه:
- إدارة إنتاج المباني
- إدارة صيانة المباني
- إدارة المشاريع
- مسح المباني
- دراسات الجدوى والقابلية للتطبيق
- مراقبة وتقييم المرافق
- التحكيم والتأمل والشاهد الخبير.

مهام مهندسي البناء في قانون البناء قبل الموافقة على الكود وفقا لقانون البناء الوطني:
- الرسومات والمواصفات التعاقدية التي أعدها المهندسون المعماريون والمهندسون المسجلون؛
- إعداد فاتورة كميات محددة الأسعار تم إعدادها من قبل المساحين الكميات المسجلين
- برنامج البناء، وخطة إدارة جودة المشروع، وخطة الصحة والسلامة للمشروع، وتحليل قابلية البناء والصيانة التي أعدها بناة مسجلون.
- شروط العقد.
- تأمين جميع المخاطر لأعمال البناء والموظفين والمعدات.

### المملكة المتحدة وأيرلندا
في المملكة المتحدة وأيرلندا ، يتم تنظيم لقب "مهندس بناء" من قبل CABE (الجمعية المعتمدة لمهندسي البناء). تأسست "جمعية مهندسي البناء المعتمدين" باعتبارها "الجمعية المدمجة للمهندسين المعماريين والمساحين" (IAAS) في عام 1925 في لندن. أصبحت جمعية المهندسين المعماريين والمساحين المدمجة تسمي جمعية مهندسي البناء (ABE) في عام 1993، وبعد الحصول على ميثاقها الملكي، أصبحت تسمي الجمعية المعتمدة لمهندسي البناء (CABE) في عام 2014، وهو اسمها الحالي.
تمنح CABE مؤهلات جامعية لاستخدام لقب مهندس بناء معتمد. في المملكة المتحدة وأيرلندا، يشارك مهندسو البناء المعتمدون في تصميم وتخطيط وهندسة وبناء والامتثال القانوني والسلامة من الحرائق وصيانة المباني. وقد تختلف أدوارهم من ممارسة إلى أخرى. قد يقدم مهندسو البناء خدمات متخصصة ضمن مراحل عملية البناء أو لجوانب هندسية مختلفة لصناعة البناء، مثل السلامة من الحرائق ، والحفاظ على البيئة، والاستدامة، والتخطيط أو البناء.
في إنجلترا وويلز، قد يكون مهندسو البناء مفتشين معتمدين مرخصين من الدولة (أو يتم توظيفهم من قبل مفتش معتمد من الشركة حيث أن الشركة تكون مرخصة من الدولة) وبالتالي قد يوفرون الامتثال والموافقة على "لوائح البناء" في المملكة المتحدة.
يتم توظيف العديد من "مهندسي البناء" من قبل السلطات المحلية الاسكتلندية والإنجليزية والويلزية لفرض وتطبيق لوائح البناء وغيرها من الوظائف ذات الصلة بقانون البناء لعام 1984، بما في ذلك السلامة العامة فيما يتعلق بـ "الهياكل الخطرة"، وما إلى ذلك.
في جمهورية أيرلندا، حيث تم تنفيذ نظام مراقبة المباني شبه العامة في عام 2014،  يجوز للمهندسين المعتمدين في مجال البناء التسجيل كمساحين للمباني من أجل العمل كمصدقين على الامتثال للوائح البناء في مرحلة التصميم والبناء.
مهام وواجبات مهندس البناء هي:
- تصميم وإعداد المخططات
- إعداد طلبات التخطيط
- أعمال الإصلاح
- معاينة الموقع وإصدار شهادات الأعمال
- إصلاح وصيانة المباني
- تدقيق الطاقة وشهادات أداء الطاقة
- المسح المقاس للأراضي والمباني
- نصائح حول التصاميم الموفرة للطاقة
- عمليات تدقيق الوصول
- إعادة تأهيل العقارات
- إدارة البناء
- مسح الكميات
- السلامة من الحرائق والصحة والسلامة
- الهدم
- التفاوض على المطالبات والمنح والحصول عليها وتنفيذها
- اختلافات البناء
- عمليات تفتيش ومسح المباني
- نصائح حول قانون البناء/قضايا الجدار الحزبي
- التحقق من تصميمات المباني للتأكد من توافقها مع "لوائح البناء" والتشريعات ذات الصلة "بالبناء" و"الحرائق".
- إنفاذ انتهاكات "لوائح البناء" والتشريعات ذات الصلة "بالبناء" و"الحرائق"، بما في ذلك إجراءات "المحكمة القانونية".

### الولايات المتحدة
في الولايات المتحدة الأمريكية، هندسة البناء، والمعروفة أيضًا باسم الهندسة المعمارية، هي تطبيق مبادئ الهندسة والتكنولوجيا على تصميم المباني والبناء. قد تشير تعريفات المهندس المعماري إلى:
- مهندس في مجالات الهندسة الإنشائية أو الميكانيكية أو الكهربائية أو الإنشائية أو غيرها من مجالات الهندسة المتعلقة بتصميم وبناء المباني.
- مهندس محترف مرخص في بعض أجزاء من الولايات المتحدة.
- المهندسون المعماريون هم أولئك الذين يعملون مع المهندسين والمعماريين الآخرين لتصميم وبناء المباني.

يطبق المهندس المعماري المعرفة والمهارات المكتسبة من التخصصات الهندسية الأوسع نطاقًا في تصميم وبناء وتشغيل وصيانة وتجديد المباني وأنظمتها المكونة مع الاهتمام الدقيق بتأثيراتها على البيئة المحيطة.
مع إنشاء امتحان التسجيل المهني للهندسة المعمارية (NCEES) في تسعينيات القرن العشرين، و إجراءه لأول مرة في أبريل 2003،  أصبحت الهندسة المعمارية معترف بها كتخصص هندسي متميز في الولايات المتحدة.